# Contro-passato prossimo
Contro-passato prossimo. Un'ipotesi retrospettiva è un romanzo ucronico di Guido Morselli, scritto fra il 1969 e il 1970 e pubblicato postumo nel 1975.
L'opera è ambientata in un'Europa del primo Novecento alternativa dove la prima guerra mondiale sia stata vinta dall'Impero austro-ungarico.

## Storia editoriale
Il dattiloscritto del romanzo fu completato da Morselli nel 1970, ma rifiutato da vari editori (tra cui Carlo Fruttero della Mondadori ed Enrico Filippini di Bompiani); apparve solo nel 1975 nella collana Fabula di Adelphi, a seguito del successo riscosso dal romanzo di Morselli Roma senza papa uscito l'anno precedente. Una ristampa rivista uscì nel 1987.
La traduzione inglese fu pubblicata nel 1989.

## Trama
Nel 1910 il maggiore asburgico Walter von Allmen elabora il «Piano E.E.» (Edelweiss Expedition) per forzare il fronte alpino italiano scavando il traforo clandestino Sluderno-Mals in Val Venosta. Allo scoppio della prima guerra mondiale il commando attraversa il traforo, aggira le linee italiane e occupa in poche ore la Val Padana, consentendo agli Imperi Centrali di sconfiggere l'Intesa.
Segue un riassetto politico dell'Europa: la Germania promuove la UNOS (Unione delle nazioni occidentali socialiste) che in seguito diviene la Comunità Europea Democratica (UNOD), mentre Lenin in Russia fallisce la rivoluzione e diventa ministro delle poste e dei trasporti.
L'Italia, ridotta a provincia autonoma dell'Impero, conosce una rapida modernizzazione guidata da tecnocrati filo-tedeschi, ma resta attraversata da movimenti repubblicani clandestini. Il romanzo si chiude con un «Intermezzo critico», metanarrazione in cui l'autore fittizio giustifica la propria operazione letteraria e rivendica il diritto della fantasia di "correggere" la storia.

## Critica
Contro-passato prossimo è stato oggetto di diverse letture critiche che ne hanno evidenziato la complessità narrativa e l'originalità tematica.
Edoardo Crisci sottolinea come il romanzo rappresenti uno dei rari esempi di ucronia nella letteratura italiana, un genere sviluppato principalmente in ambito anglosassone. Morselli, alterando un evento storico noto come la prima guerra mondiale, crea una narrazione che mette in discussione la "logica delle cose", suggerendo che il paradosso risieda spesso nella realtà accaduta piuttosto che nella finzione. L'autore inserisce un "Intermezzo critico" al centro del romanzo, in cui un autore fittizio dialoga con un editore immaginario, giustificando l'operazione narrativa e riflettendo sulla funzione della letteratura come strumento per processare la Storia e compiere un'"incursione contro l'Accaduto".
Raoul Bruni evidenzia come Contro-passato prossimo segni l'inizio del cosiddetto secondo tempo della narrativa di Morselli. Bruni sottolinea che le idee alla base della narrazione erano maturate nella mente dell'autore già molti decenni prima della stesura effettiva del romanzo, e che l'opera rappresenta una complessa riflessione sulla storia e sulla possibilità di riscriverla attraverso la letteratura.
Luigi Weber analizza le fonti storiche utilizzate da Morselli, evidenziando come l'autore si sia ispirato alle memorie del giovane ufficiale tedesco Erwin Rommel. Weber dimostra che l'invenzione ucronica di Morselli prende a modello eventi realmente accaduti durante la battaglia di Caporetto, modificandoli solo superficialmente per trarre una lezione sul valore del possibile contrapposto al reale.

## Edizioni
- Guido Morselli, Contro-passato prossimo, collana Narrativa contemporanea, 1ª ed., Milano, Adelphi, 1975, ISBN non esistente.
- Guido Morselli, Contro-passato prossimo. Un'ipotesi retrospettiva, collana Fabula, n. 15, Adelphi, 1987, ISBN 9788845902413.
- Guido Morselli, Contro-passato prossimo, eBook, Milano, Adelphi, 2016.

### Traduzioni
- (EN) Guido Morselli, Past Conditional: A Retrospective Hypothesis, traduzione di Hugh Shankland, London, Chatto & Windus, 1989, ISBN 9780701129170.